# Melanomys zunigae
Melanomys zunigae је врста глодара из породице хрчкова (Cricetidae).

## Распрострањеност и станиште
Врста Melanomys zunigae има станиште на копну.

## Угроженост
Ова врста је крајње угрожена и у великој опасности од изумирања.

### Популациони тренд
Популациони тренд је за ову врсту непознат.